# ألبرت سنو
ألبرت سنو (9 أغسطس 1852 - 5 أبريل 1909) (بالإنجليزية: Albert Snow)‏ هو لاعب كريكت بريطاني.